# Carex longpanlaensis
Carex longpanlaensis är en halvgräsart som beskrevs av S.Yun Liang. Carex longpanlaensis ingår i släktet starrar, och familjen halvgräs. Inga underarter finns listade i Catalogue of Life.